# Werner Ballhaus

Werner Ballhaus

Werner Ballhaus (* 14. August 1920 in Rheinholterode; † 24. Oktober 1993 in Karlsruhe) war ein deutscher Jurist. Er war von 1968 bis 1985 Bundesrichter am Bundesgerichtshof, ab 1976 Vorsitzender Richter des X. Zivilsenats des Bundesgerichtshofes in Karlsruhe und Professor der Rechtswissenschaften.

## Leben
Werner Ballhaus war der Sohn eines Schulrats. 1938 legte er am Gymnasium Schulpforta sein Abitur ab. 1938 wurde er zur Wehrmacht einberufen. Nach schwerer Verletzung beim Überfall auf Polen wurde Ballhaus 1939 als Leutnant der Reserve aus der Wehrmacht entlassen.
Von August 1940 bis 1943 studierte er Rechtswissenschaften in Berlin und Breslau und schloss seine Ausbildung 1949 in Celle mit dem Zweiten Staatsexamen ab. Anschließend trat er als Hilfsrichter beim Landgericht Göttingen in den Staatsdienst ein. Es folgten Stationen am Deutschen Patentamt in München und beim Bundespatentgericht München, wo er 1966 zum Senatspräsident ernannt wurde. Bereits von 1955 bis 1958 war er als wissenschaftlicher Mitarbeiter am Bundesgerichtshof in Karlsruhe, wo er dem I. Zivilsenat, der sich mit Sachen des gewerblichen Rechtsschutzes und des Urheberrechts befasste, zugeordnet war.
Am 8. Februar 1968 wurde Werner Ballhaus als Bundesrichter an den Bundesgerichtshof in Karlsruhe berufen und dem X. Zivilsenat zugeteilt. Am 18. August 1976 übernahm er diesen Senat als Vorsitzender Richter. Von 1970 bis 1976 war er auch Mitglied des Kartellsenats des Bundesgerichtshofs. Während seiner bundesrichterlichen Tätigkeit übernahm er 1975 einen Lehrauftrag für Patent- und Gebrauchsmusterrecht an der Technischen Universität Karlsruhe und wurde 1980 zum Honorarprofessor ernannt. Am 14. August 1985 wurde Werner Ballhaus pensioniert. Werner Ballhaus war verheiratet. Aus der Ehe gingen drei Söhne und zwei Töchter hervor. Er war Mitglied der katholischen Studentenverbindungen KStV Winfridia Göttingen und KStV Saxonia München, beide im KV.

## Juristisches Engagement
In seiner richterlichen Tätigkeit, aber auch durch seine wissenschaftliche Arbeit hat Werner Ballhaus bedeutenden Einfluss auf die Entwicklung des Patentrechts genommen. 1977 wurde er vom Bundesjustizministerium in die Sachverständigenkommission für gewerblichen Rechtsschutz berufen. Seit 1976 war er auch Mitglied des Kuratoriums des Max-Planck-Instituts für ausländisches und internationales Patent-, Urheber- und Wettbewerbsrecht.
Ballhaus war als Beisitzer Mitglied des Gesamtvorstandes der Deutschen Vereinigung für gewerblichen Rechtsschutz und Urheberrecht. Er war außerdem Mitglied der in dieser Vereinigung gebildeten Fachausschüsse für Erfinderrecht und für Patent- und Gebrauchsmusterrecht. Seit der 4. Auflage 1963 bis zur 7. Auflage 1981 gehörte Werner Ballhaus zum Kreis der Autoren des Benkard, der führenden Kommentierung des Patentgesetzes und des Gebrauchsmustergesetzes.

## Ehrungen
- 1985: Großes Verdienstkreuz der Bundesrepublik Deutschland

## Veröffentlichungen
- Ballhaus, Werner (Bearb.): Benkard, Patentgesetz, Gebrauchsmustergesetz, Kurzkommentar, 4. Auflage 1963, 5. Auflage 1969, 6. Auflage 1973, 7. Auflage 1981.
- Ballhaus, Werner (Bearb.): Das Bürgerliche Gesetzbuch unter besonderer Berücksichtigung der Rechtsprechung des Reichsgerichts und des Bundesgerichtshofs, Kommentar herausgegeben von Mitgliedern des Bundesgerichtshofs, 12. Neubearbeitete Auflage, Band II, 1. Teil, §§305-327 (1975), §§328-361 (1976), Band II, 2. Teil, §§607-610 (1978).
- Ballhaus, Werner: Das Gesetz über die Frist für die Anfechtung von Entscheidungen des Deutschen Patentamts vom 17. Februar 1960 in Mitt. 1960, 22–26.
- Ballhaus, Werner: Das Bundespatentgericht, in Mitt. 1961, 101–107.
- Ballhaus, Werner: Das Beschwerdeverfahren vor dem Patentgericht, in Mitt. 1961, 121–126.
- Ballhaus, Werner: Die allgemeinen (gemeinsamen) Vorschriften über das Verfahren vor dem Patentgericht, in Mitt. 1961, 161–168.
- Ballhaus, Werner: Das Nichtigkeits-, Zurücknahme- und Zwangslizenzverfahren vor dem Patentgericht, in Mitt. 1961, 182–186.
- Ballhaus, Werner: Die Akteneinsicht beim Deutschen Patentamt und Bundespatentgericht, in Mitt. 1961, 201–207.
- Ballhaus, Werner: Das Einspruchsverfahren nach dem neuen Verfahrensrecht, in Mitt. 1961, 221–228.
- Ballhaus, Werner: Das Kostenrecht des Deutschen Patentamts und des Bundespatentgerichts, In Mitt. 1962, 1–8.
- Ballhaus, Werner und Helmut Bendler: Zur Rechtsprechung des X. Zivilsenats (Patentsenats) in 25 Jahren Bundesgerichtshof am 1. Oktober 1975, 157–171.
- Ballhaus, Werner; Theiss, Ivo: Die Auswirkungen der Verwaltungsgerichtsordnung auf das patentamtliche Verfahren und die Anfechtung patentamtlicher Entscheidungen, in Mitt. 1960, 61–66.
- Ballhaus, Werner: Folgen der Erweiterung der Patentanmeldung, in GRUR 1983, 1–8.
- Ballhaus, Werner: Rechtliche Bindungen bei Erfindungen von Universitätsangehörigen, in GRUR 1984, 1–9.
- Ballhaus, Werner: Der Streitwert im Patentnichtigkeitsverfahren, in GRUR 1957, 64–70.